# Henry Bond
Pour les articles homonymes, voir Bond.
Henry Bond (né le 13 juin 1966) est un écrivain, photographe et artiste visuel anglais attaché à l'appropriation et au pastiche avec un intérêt particulier pour la surveillance, le voyeurisme, la psychanalyse freudienne et la criminalistique. 

## Liminaire
Grâce à son exposition East Country Yard Show (en), il a influencé la formation et le développement des Young British Artists ou YBAs désignant l'ensemble d'artistes contemporain britanniques fondé à la fin des années 1980, sortant pour la plupart du Goldsmiths College à Londres comme Damien Hirst, Angela Bulloch et Liam Gillick.

## Biographie

### Éducation
Bond est né à Upton Park, dans l'est de Londres en 1966 et a obtenu une licence en arts de la Goldsmiths, University of London en 1988 avec ses camarades Angela Bulloch, Ian Davenport, Anya Gallaccio, Gary Hume et Michael Landy. Bond a obtenu une maîtrise en psychanalyse de l'Université du Middlesex à Hendon où il avait comme professeur spécialiste de Lacan, Bernard Burgoyne. Bond a reçu son doctorat de l'Université du Gloucestershire en 2007.

### Carrière
En 2009, Henry Bond est nommé maître de conférences en photographie à l'université Kingston, poste qu'il occupe toujours en 2020.

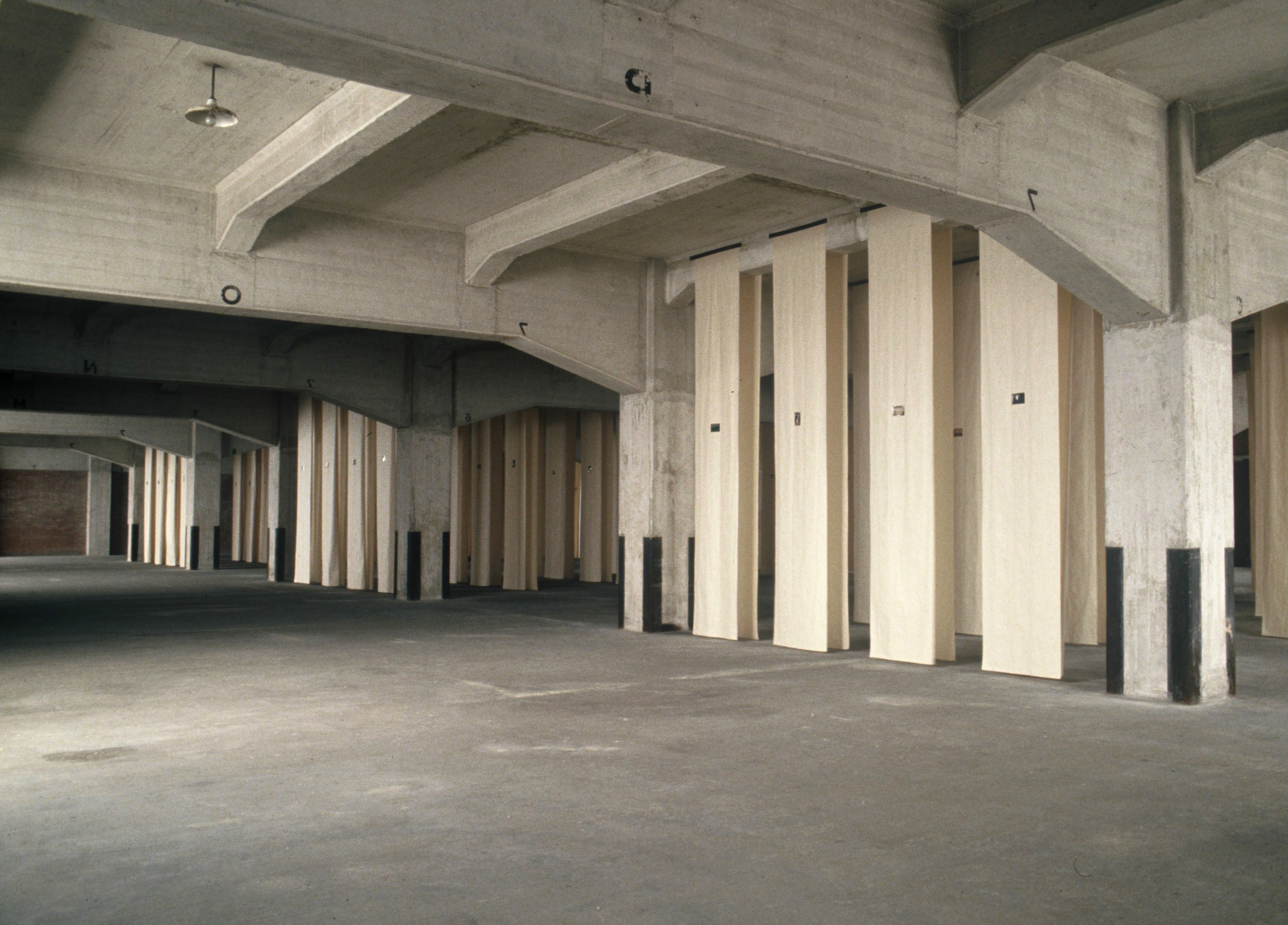
East Country Yard Show (en)
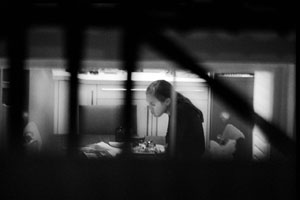
Interiors Series, 2005
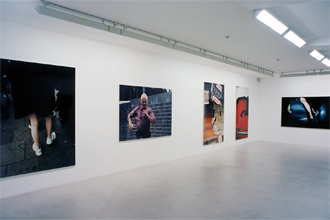
Exposition 'The Cult of the Street', en 2011 en Suisse.

## Vie privée
Bond a un syndrome d'Asperger. Il a suivi à la fois une thérapie cognitivo-comportementale et une psychanalyse pour cette raison. Il a remis en question l'utilisation de la psychanalyse avec des enfants autistes en France. Bond est marié au marchand d'art Emily Tsingou, et ils vivent à Kensington (Londres) avec leur fille.